# 앨런 브링클리
앨런 브링클리(영어: Alan Brinkley, 1949년 6월 2일~2019년 6월 16일)는 미국의 정치사학자이다. 컬럼비아 대학교에서 20년 이상 교수로 재직했으며 사망할 때까지 컬럼비아 대학교 앨런 네빈스 역사학 석좌교수를 지냈다. 또한 2003년부터 2009년까지는 대학 교무처장을 역임했다.

## 어린 시절
브링클리는 워싱턴 D.C.에서 NBC와 ABC의 오랜 텔레비전 앵커였던 데이비드 브링클리와 앤(피셔)의 아들로 태어났다. 조엘 브링클리의 형제이기도 했다. 1958년부터 1967년까지 메릴랜드주 베세스다의 사립 남자 예비학교인 랜던 스쿨에 다녔다. 2011년에는 그의 업적을 기리기 위해 '앨런 브링클리 67학번 강연 시리즈'가 랜던 스쿨에 개설되었다.
브링클리는 1971년 프린스턴 대학교 우드로 윌슨 공공국제학대학원에서 문학사 학위를 받았다. "불만의 복음: 1932-1935년 전국 정치에서의 휴이 롱"(The Gospel of Discontent: Huey Long in National Politics 1932-1935)이라는 제목의 218페이지 분량의 졸업 논문을 작성했으며, 낸시 바이스 말키엘 교수가 지도교수였다. 1979년에는 하버드 대학교에서 역사학 박사 학위를 받았다. 프랭클린 D. 루스벨트 연구의 권위자인 프랭크 프라이들이 지도한 박사 학위 논문의 제목은 "롱과 코글린 운동: 대공황기의 반체제 목소리들"(The Long and Coughlin Movements: Dissident Voices in the Great Depression)이었다.

## 경력
브링클리의 연구는 주로 대공황기와 제2차 세계 대전 시기에 초점을 맞추었다. 그의 저서로는 전미도서상을 수상한 《항의의 목소리들: 휴이 롱, 코글린 신부, 그리고 대공황》(Voices of Protest: Huey Long, Father Coughlin, and the Great Depression, 1983년)이 있다. 이 책에서 그는 두 선동가가 원시 파시스트가 아니라 대공황기 미국의 경험에 뿌리를 둔 진정한 대중의 불안을 대변했다고 주장했다. 또한 《개혁의 종말: 불황과 전쟁 속 뉴딜 자유주의》(The End of Reform: New Deal Liberalism in Recession and War, 1995년), 《자유주의와 그 불만》(Liberalism and its Discontents, 1998년), 앰배서더 도서상과 스퍼버상을 수상하고 퓰리처상 최종 후보에 오른 《출판인: 헨리 루스와 그의 미국의 세기》(The Publisher: Henry Luce and His American Century, 2010년)를 저술했다. 그는 또한 《프랭클린 D. 루스벨트》(2009년)와 《존 F. 케네디》(2012년) 두 권의 간략한 전기도 썼다.
1994년 《미국사학보》에 발표된 그의 논문 "미국 보수주의의 문제"(The Problem of American Conservatism)는 그동안 간과되었던 주제에 대한 학문적 관심을 불러일으켰다.
그는 옥스퍼드 대학교 하름스워스 미국사 석좌교수(1998년~1999년)와 케임브리지 대학교 피트 미국사 석좌교수(2011년~2012년)를 모두 역임한 세 명의 미국 역사학자 중 한 명이다. 옥스퍼드 대학교 로더미어 미국연구소의 명예 연구원이기도 했다. 7년간 교수로 재직한 하버드 대학교에서 1982년 제롬 레븐슨 교육상을 수상했으며, 2003년에는 컬럼비아 대학교에서 훌륭한 교수상을 수상하고 같은 해 7월 1일 교무처장이 되었다.
뉴욕의 센추리 재단 이사회 의장과 노스캐롤라이나의 국립인문학센터 의장을 역임했다. 2009년부터 2012년까지는 옥스퍼드 대학교 출판부의 이사였으며, 달튼 스쿨의 이사직도 맡았다.
2018년 컬럼비아 대학교 출판부는 데이비드 그린버그, 모시크 템킨, 메이슨 B. 윌리엄스가 편집한 《앨런 브링클리: 역사 속의 삶》(Alan Brinkley: A Life in History)을 출간했다. 이 책에는 그의 박사과정 제자들이 쓴 브링클리의 학문과 경력에 관한 에세이들과 함께 A. 스콧 버그, 프랭크 리치, 니콜라스 레만 등 친구들과 동료들이 쓴 개인적인 에세이들이 실려 있다.

## 교과서
브링클리는 《미국사: 개관》(American History: A Survey)과 《미완의 국가》(The Unfinished Nation, 한국어판 제목은 《있는 그대로의 미국사》)라는 두 권의 베스트셀러 미국사 교과서의 수석 저자였다. 이 교과서들은 대학교와 AP 미국사 고등학교 수업에서 널리 사용되고 있다. 또한 AP 미국사 과정에서 흔히 사용되는 교과서인 《미국사: 과거와의 연결》(American History: Connecting with the Past)도 저술했다.
브링클리는 역사학자 리처드 N. 커런트, 프랭크 프라이들, T. 해리 윌리엄스로부터 《미국사: 개관》 제9판의 단독 책임을 맡게 되었다. 그는 1979년 개정 작업을 돕기 위해 이 팀에 합류했었다. 역사학자 에밀 포콕은 브링클리의 1995년 개정판을 평가하며 다음과 같이 말했다.

대중 시장 교과서의 전형이다... 브링클리는 미국사의 전통적인 서술을 제공한다. 정치적, 경제적 사건들을 중심으로 구성된 이 매력적인 컬러 텍스트는 훌륭한 삽화, 지도, 도표와 기타 그래픽을 포함하고 있으며, 경쟁 교재들 사이에서 돋보이게 하는 여러 특징을 갖추고 있다... 이번 최신판은 이민자들, 아메리카 원주민들, 아프리카계 미국인들, 여성들에 관한 추가 자료를 정치적 서술에 통합했다.

## 개인사
그는 아내 에번젤린 모포스, 딸 엘리와 함께 뉴욕 맨해튼에서 살았다.
2019년 6월 16일, 브링클리는 전두 측두엽 치매 합병증으로 맨해튼의 자택에서 사망했다.

## 저서
- 《20세기의 미국》(America in the Twentieth Century, 1960년), 프랭크 프라이들과 공저; 5판은 1982년 출간 - 대학의 20세기 미국사 강의에서 사용됨.[11]

- 《미국사: 개관》(American History: A Survey), 원저자는 리처드 N. 커런트, T. 해리 윌리엄스, 프랭크 프라이들(1961년), 최근 판은 브링클리가 저술하여 1995년에 11판, 2009년에 13판, 2015년에 15판이 출간됨 - 특히 AP 미국사와 국제 바칼로레아 역사 과정에서 사용됨.[12]

- 《항의의 목소리들: 휴이 롱, 코글린 신부, 그리고 대공황》(Voices of Protest: Huey Long, Father Coughlin, and the Great Depression, 1982년) - 전미도서상 수상작[8][a][13]

- 《미완의 국가: 미국인들의 간략한 역사》(The Unfinished Nation: A Concise History of the American People, 1992년, 전2권). 이후 판은 하비 H. 잭슨, 브래들리 로버트 라이스와 공저.[14][15]

- 《개혁의 종말: 불황과 전쟁 속 뉴딜 자유주의》(The End of Reform: New Deal Liberalism in Recession and War, 1995년)[16]

- 《새로운 연방주의자 문건: 헌법 옹호 에세이》(New Federalist Papers: Essays in Defense of the Constitution, 1997년), 넬슨 W. 폴스비, 캐슬린 M. 설리번과 공저

- 《자유주의와 그 불만》(Liberalism and Its Discontents, 1998년)[17]

- 《대공황기의 문화와 정치》(Culture and Politics in the Great Depression, 1999년)[18]

- 《프랭클린 델라노 루스벨트》(Franklin Delano Roosevelt, 2009년)[19]

- 《출판인: 헨리 루스와 그의 미국의 세기》(The Publisher: Henry Luce and His American Century, 2010년)[20]

- 《존 F. 케네디: 미국 대통령 시리즈: 제35대 대통령, 1961-1963》(John F. Kennedy: The American Presidents Series: The 35th President, 1961-1963, 2012년)[21]

## 수상
- 전미도서상(1983), 《항의의 목소리들》[8][a]
- 조지프 R. 레벤슨 기념 교육상(1987), 하버드 대학교
- 훌륭한 교수상(2003), 컬럼비아 대학교[22]
- 학술지상(2006-2007), 캐시 월-헨쇼, 세인트 메리스 랭커스터

## 주해
1. 1 2 3  1980년 양장본 역사 부문 수상작이었다.
1980년부터 1983년까지 전미도서상 역사에서는 대부분의 부문에서 양장본과 문고본으로 나누어 시상했으며, 일반 논픽션을 포함한 여러 논픽션 하위 부문이 있었다. 1983년 역사 부문을 포함하여 문고본 수상작 대부분은 재판이었다.

## 참고 문헌
- Brinkley, Alan. “The Challenges and Rewards of Textbook Writing: An Interview with Alan Brinkley.” Journal of American History 91#4 (2005): 1391–97 온라인.

- Greenberg, David, et al. eds. Alan Brinkley: A Life in History (2019); essays on Brinkley's career. excerpt https://doi.org/10.7312/gree18724

- Greenberg, David. “After Reform: The Odyssey of American Liberalism in Liberalism and its Discontents.” in Alan Brinkley: A Life in History, edited by David Greenberg et al., (2019), pp. 39–52, 온라인.